# Courbons
Courbons est une ancienne commune française du département des Alpes-de-Haute-Provence. Elle est rattachée à Digne-les-Bains depuis 1862.

## Géographie
Le hameau est situé à 900 m d'altitude, sur les hauteurs à environ 3 km à vol d'oiseau au nord-ouest de Digne-les-Bains, soit environ 6 km par l'unique route

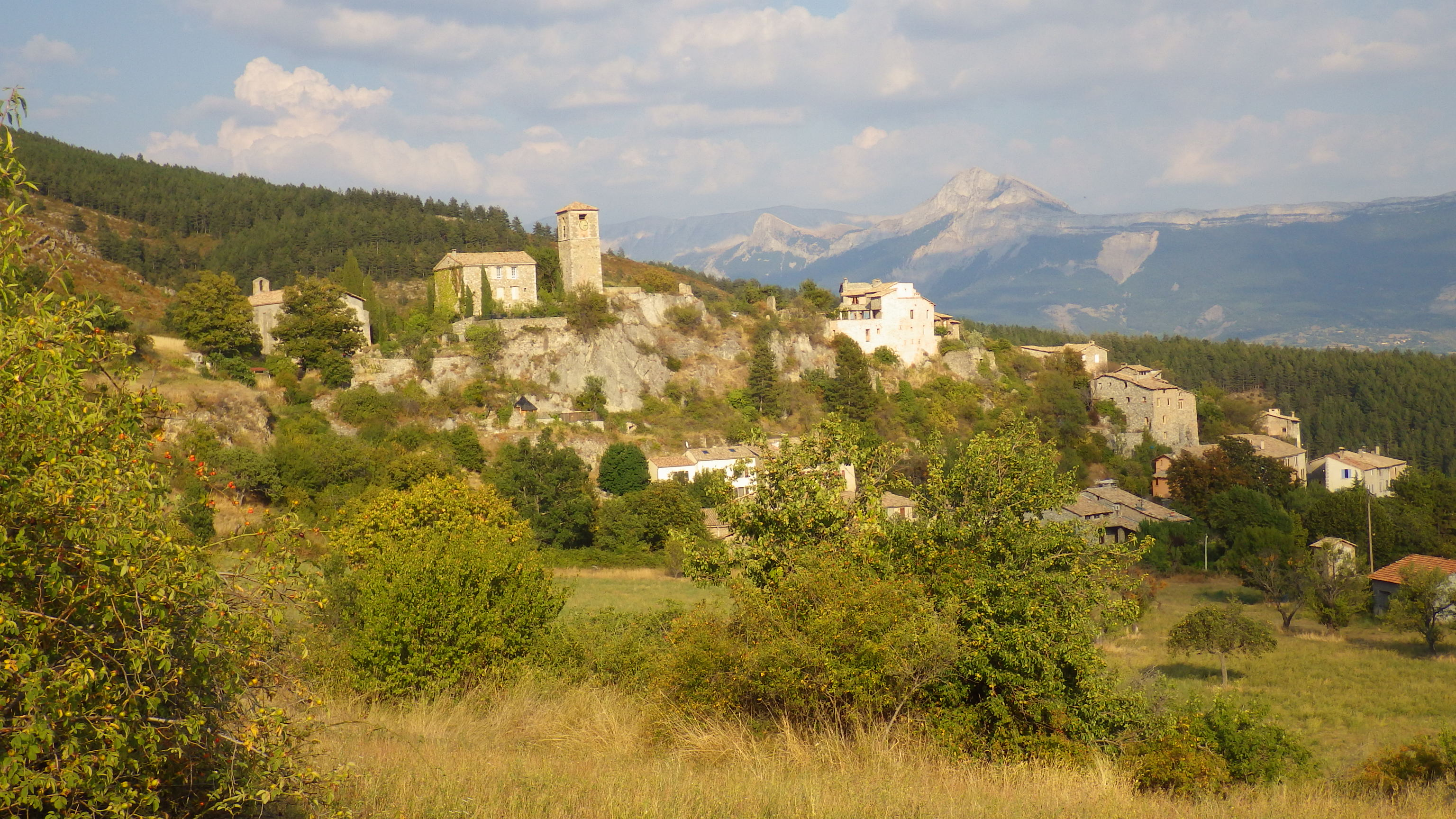
Courbons vu depuis le chemin de Chastranelle.

qui dessert Courbons.

## Patrimoine
Le hameau héberge plusieurs monuments patrimoniaux :
- l'église Notre-Dame-des-Anges
- le moulin médiéval
- le beffroi (tour horloge)
- la chapelle Saint-Pierre

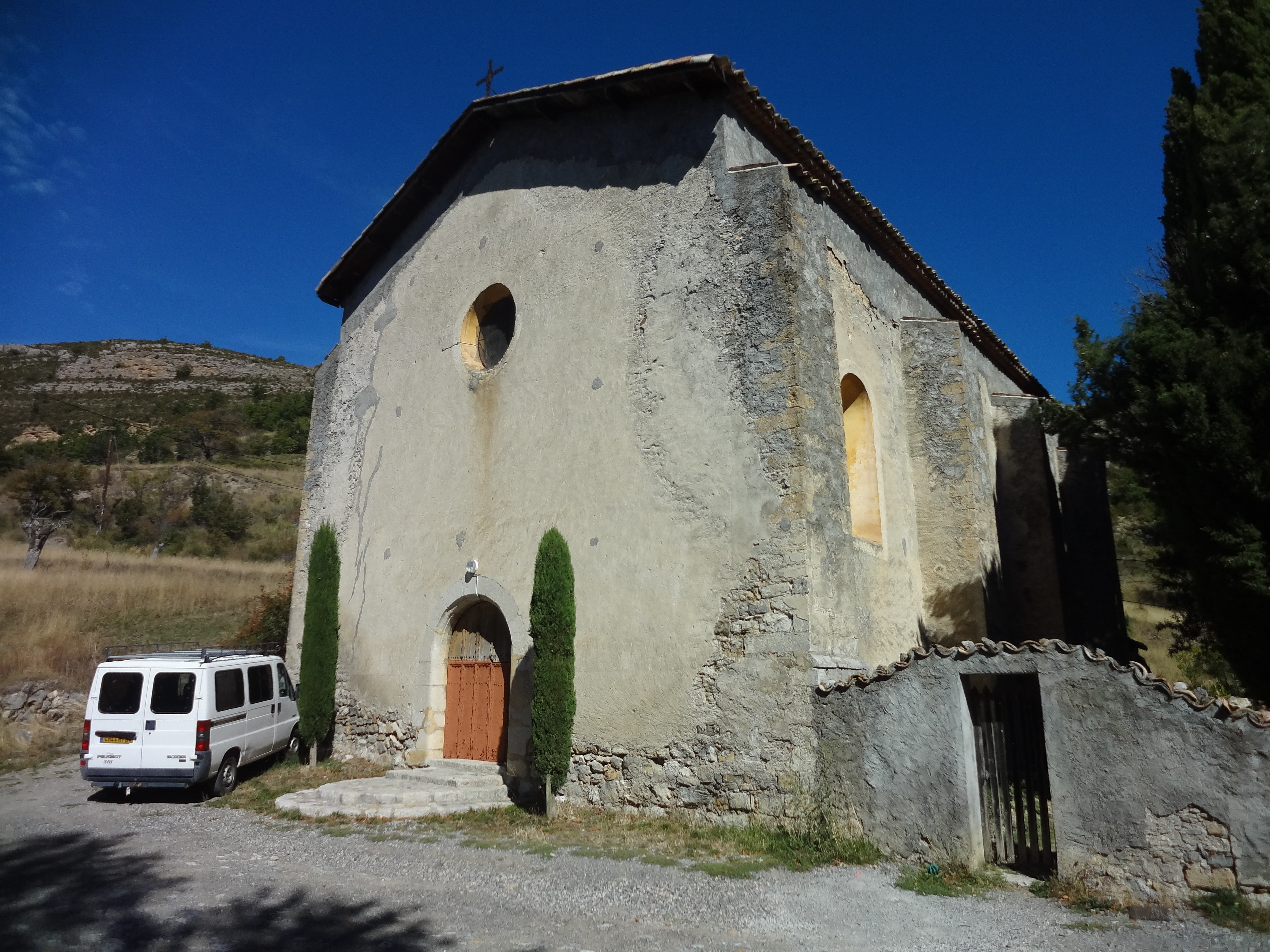
Église Notre-Dame-des-Anges
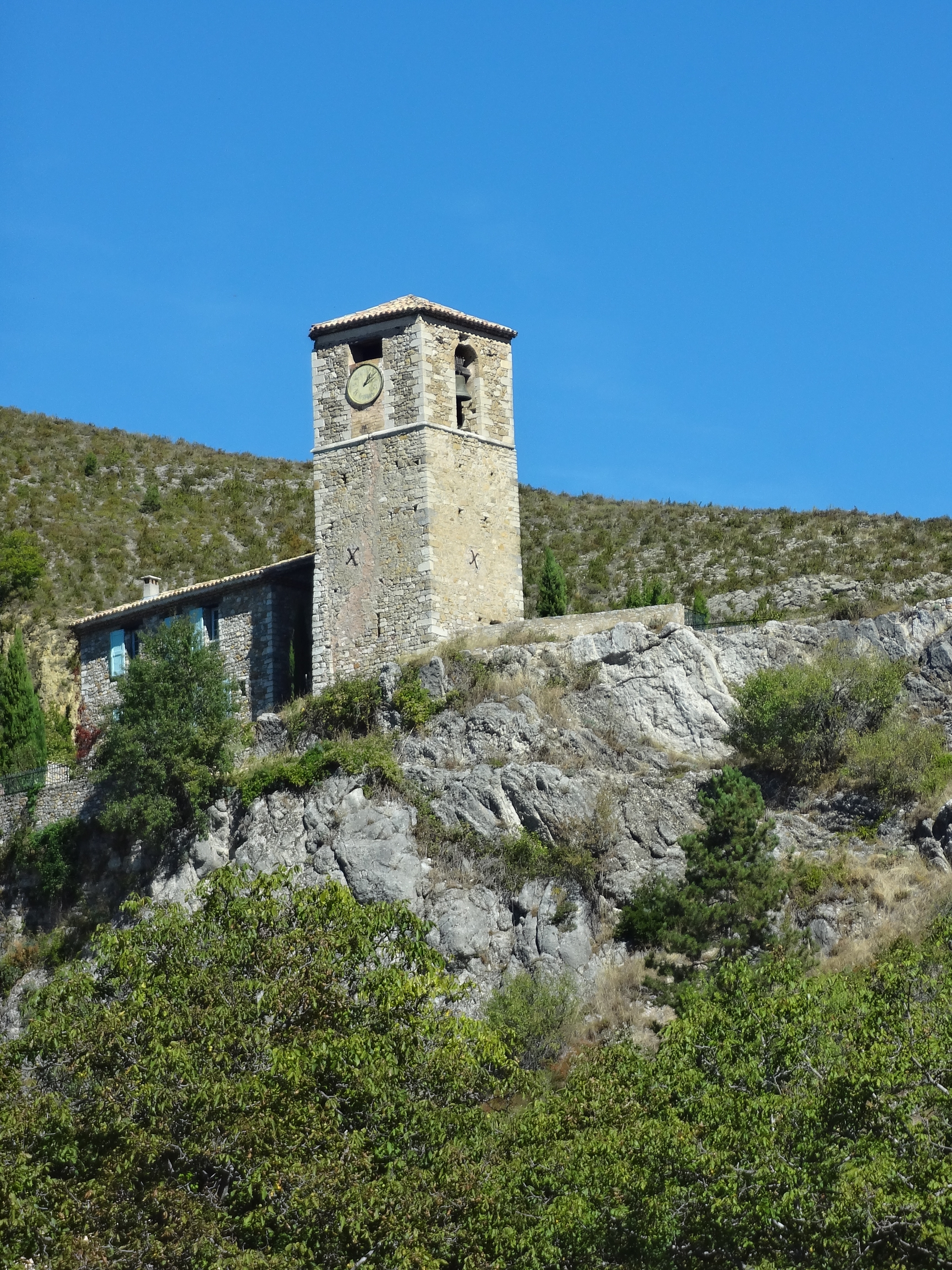
Le beffroi sur son rocher.